# Салон Геркулеса
Салон Геркулеса (фр. Salon d'Hercule) — один из интерьеров Большого Версальского Дворца. Находится на первом этаже дворца и соединяет Королевскую капеллу северного крыла с Большими покоями короля.

## История
Изначально на этом месте располагалась предпоследняя, четвёртая Королевская капелла и «Салон Геркулеса» занимал верхнюю галерею капеллы. Сооружение Салона было начато в 1710 году архитектором Робером де Котом для короля Людовика XIV, и первое время помещение именовали «Новый салон у капеллы» (nouveau salon pres de la chapelle). Однако после смерти Людовика XIV в 1715 году работы были остановлены.
В начале 1724 года сооружение Салона было возобновлено. Работы по заказу короля Людовика XV завершали архитектор Жак Анж Габриэль, «мраморщик» Клод-Феликс Тарле и скульпторы Жак Верберкт и Франсуа-Антуан Вассе. Общий ход работ контролировал герцог д’Антен, сменивший в 1708 году на посту «суперинтенданта королевских строений» (Surintendant des Bâtiments du Roi) знаменитого Жюля Ардуэн-Мансара. В отделке стен сочетаются полихромный мрамор и двадцать пилястр, основание и коринфские капители которых выполнены из позолоченной бронзы. На пилястры опирается карниз, украшенный консолями и трофеями.
Оформление салона было завершено в 1736 году грандиозной фреской «Апофеоз Геркулеса» работы живописца Франсуа Лемуана, что и дало Салону его настоящее название.
При Людовике XV помещение использовалось в качестве Бального зала, поскольку «Салон Марса» казался королю для этой цели слишком малым, а «Зеркальная галерея» была, напротив, большой. Бал по случаю бракосочетания старшей дочери Людовика XV Марии Луизы Елизаветы и инфанта Испании Филиппа был устроен в «Салоне Геркулеса» 26 января 1739 года (Luynes, 335—345). А 5 января 1769 года в салоне прошёл торжественный обед «Большого Столового прибора» по случаю свадьбы Луи Филиппа (II) Жозефа, герцога Орлеанского . После разрушения «Лестницы послов» в 1752 году Людовик XV рассчитывал, что к «Салону Геркулеса» будет примыкать новая лестница дворца.
Во времена правления Людовика XVI «Салон Геркулеса» получил дипломатические функции, к примеру, в нём проходили приём посольства бея Туниса (январь 1777); приёмы представителей Третьего сословия Генеральных штатов (май 1789 года); приём посольства султана Майсура (сентябрь 1778 года).

## Произведения искусства «Салона Геркулеса»
В Салоне находятся два выдающихся произведения итальянской живописи — картины венецианского живописца Веронезе. Над камином — «Ревекка у колодца»; а на противоположной стене, в пандан — «Пир в доме Симона Фарисея». Эту картину Людовик XIV получил в 1664 году в качестве дипломатического подарка от дожа Венеции. По причине большого размера — высота 4,5 метра и ширина 9,7 метров — картина сначала находилась в Луврском дворце в «Галерее Аполлона». В «Салоне Геркулеса» её разместили в 1730 году, и она оставалась там вплоть до 1832 года, когда картину снова передали в Лувр. В 1961 году она вернулась в Салон. В 1994 году картина была реставрирована благодаря помощи Общества друзей Версаля и BNP.
Плафон «Салона Геркулеса» в течение четырёх лет (1733—1736) расписывал фреской Франсуа Лемуан. Композиция «Апофеоз Геркулеса» — тромплёй в стиле венецианца Джованни Баттиста Тьеполо с «обманной перспективой» (фр. trompe-l'œil — «обманчивый глаз», «обманчивая видимость»), как бы открывающей взору глубокое пространство потолка с множеством персонажей. На плафоне изображено, как Геркулес отворяет двери на Олимп и, вместе с этим — в бессмертие. Роспись занимает порядка 230 квадратных метров и содержит 142 персонажа, целый «галантный Олимп», вызывающий в памяти искусство венецианских мастеров. Позднее Вольтер сказал: «В Европе нет более крупного произведения живописи, чем потолок Лемуана, и я не знаю, есть ли на свете что-либо красивее». В этом шедевре Лемуан показал себя равным великому Тьеполо и получил неофициальное прозвание «нового Лебрена».
Торжественное открытие Салона было приурочено к бракосочетанию старшей дочери Людовика XV Марии Луизы Елизаветы в 1737 году и все гости, находясь в Салоне, говорили только о таланте художника. Людовик XV осыпал его похвалами и назначил Первым живописцем короля (фр. Premier peintre du Roi). Увы, но спустя несколько месяцев Лемуан покончил с жизнью, нанеся себе девять ранений мечом. Многие полагали, что напряжённый труд и случившаяся незадолго до этого смерть его жены поставили художника на грань безумия. Безусловно, перфекционизм Лемуана внёс свой вклад в его трагическую смерть, однако, по свидетельству герцога де Люина (duc de Luynes), возможно, имелись и иные более материальные причины самоубийства. За свой шедевр Лемуан получил 1000 экю, тогда как расходы художника составили 29 000 ливров серебром, из которых 24 000 ливров ушло на синий ультрамарин, благодаря которому роспись на плафоне имеет такой пространственно-иллюзорный эффект.

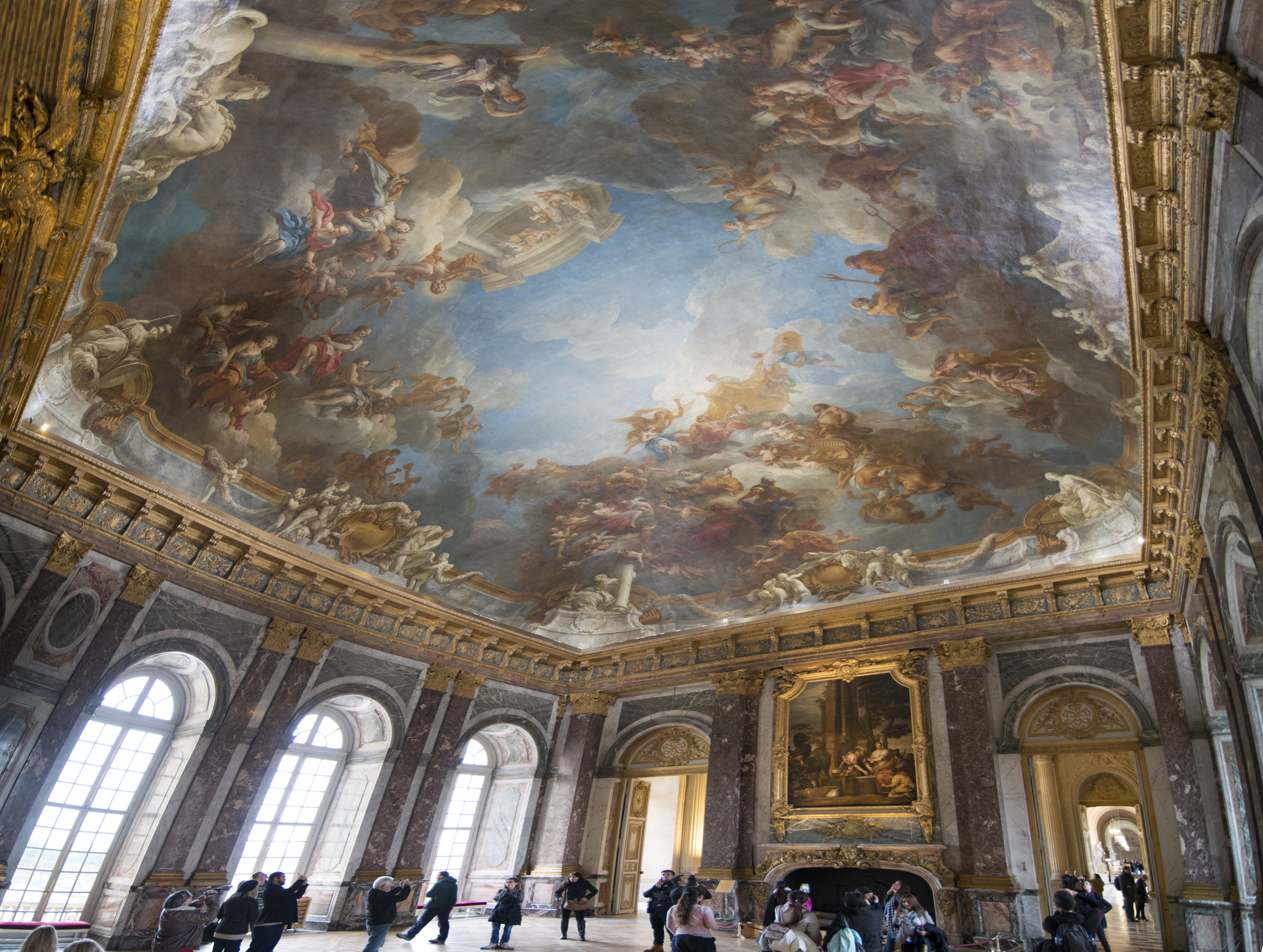
Общий вид «Салона Геркулеса» с росписью плафона
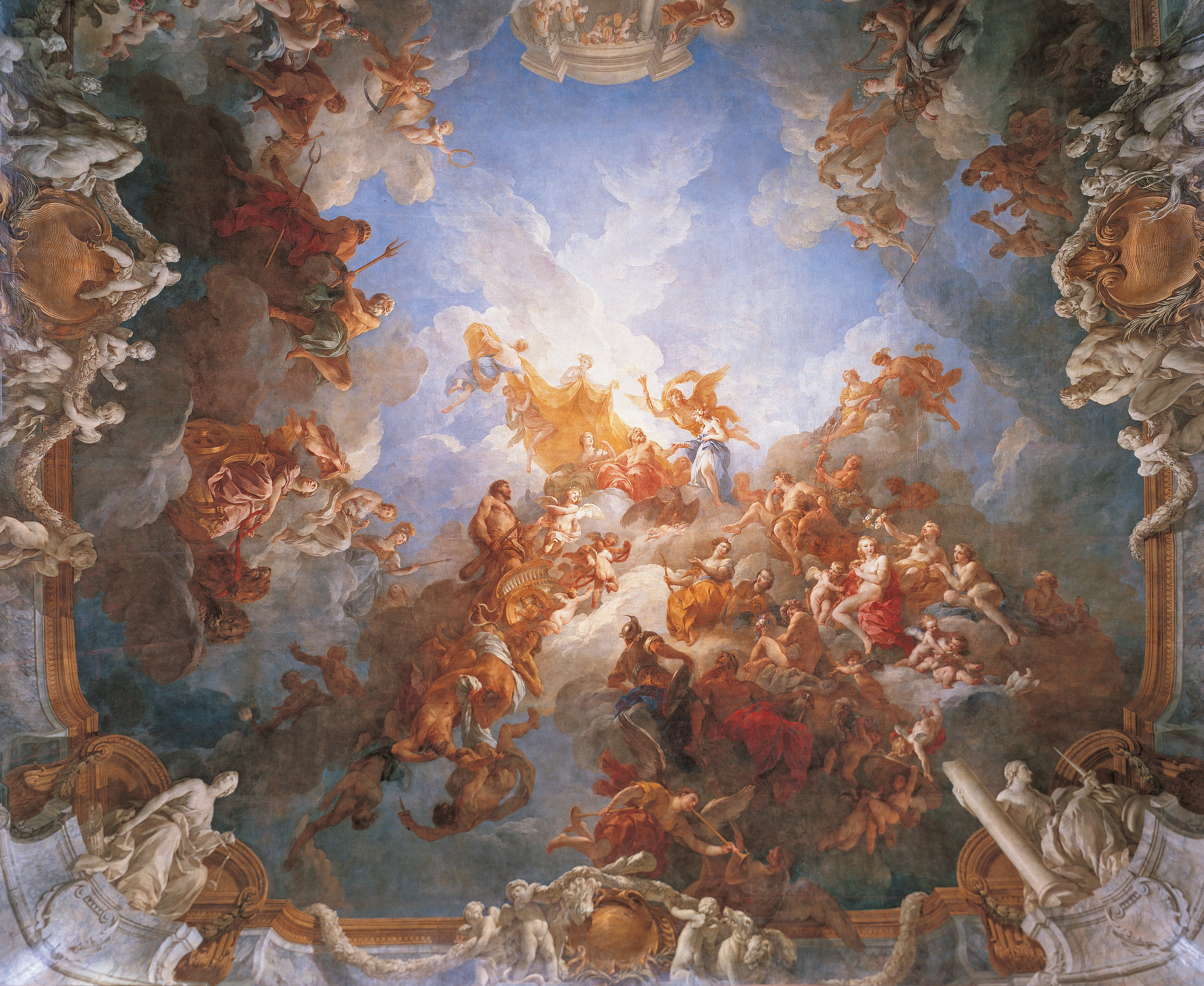
Ф. Лемуан. Апофеоз Геркулеса. 1733—1736. Фреска
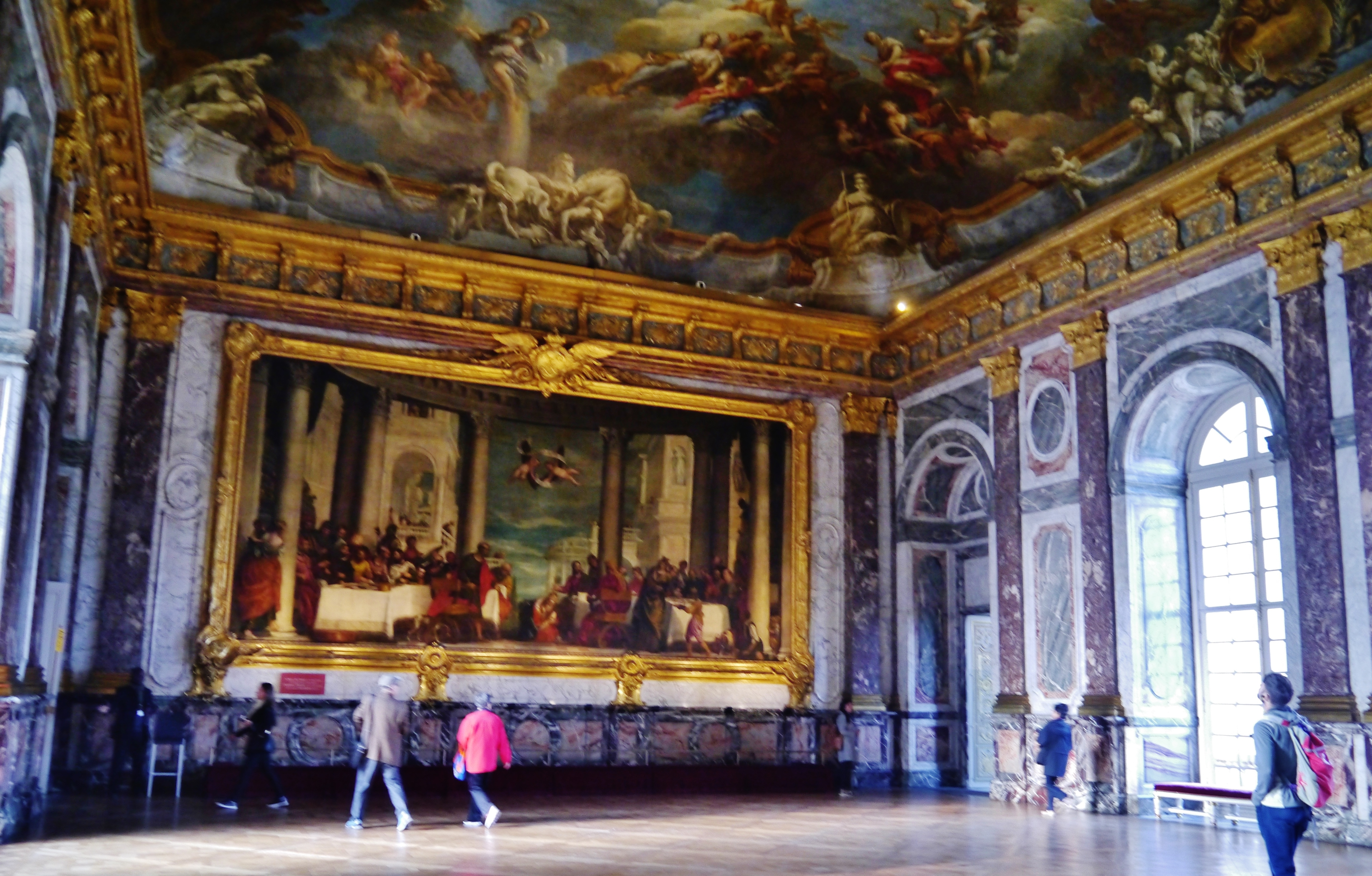
Картина Веронезе «Пир в доме Симона Фарисея»
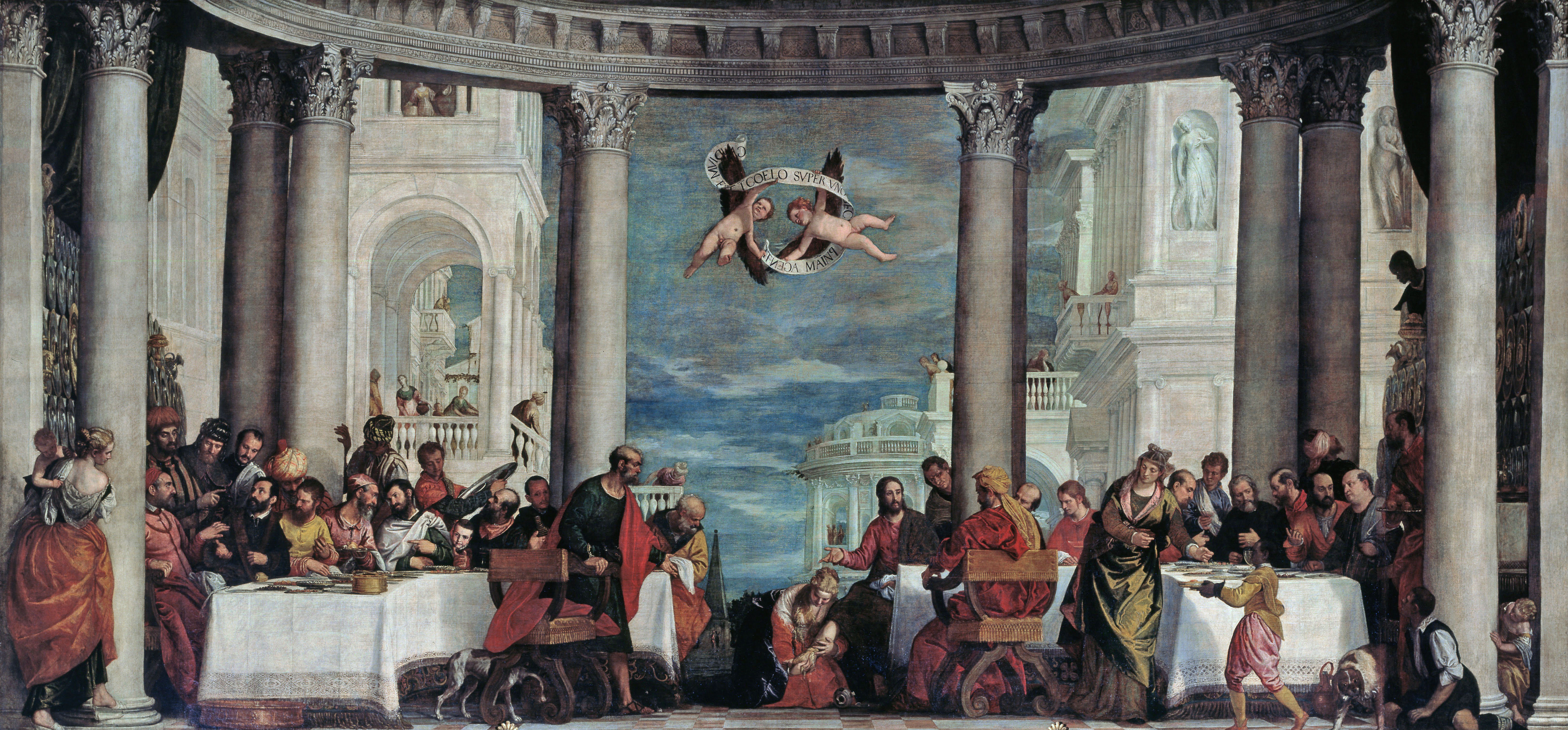
Веронезе. Пир в доме Симона Фарисея. 1570. Холст, масло
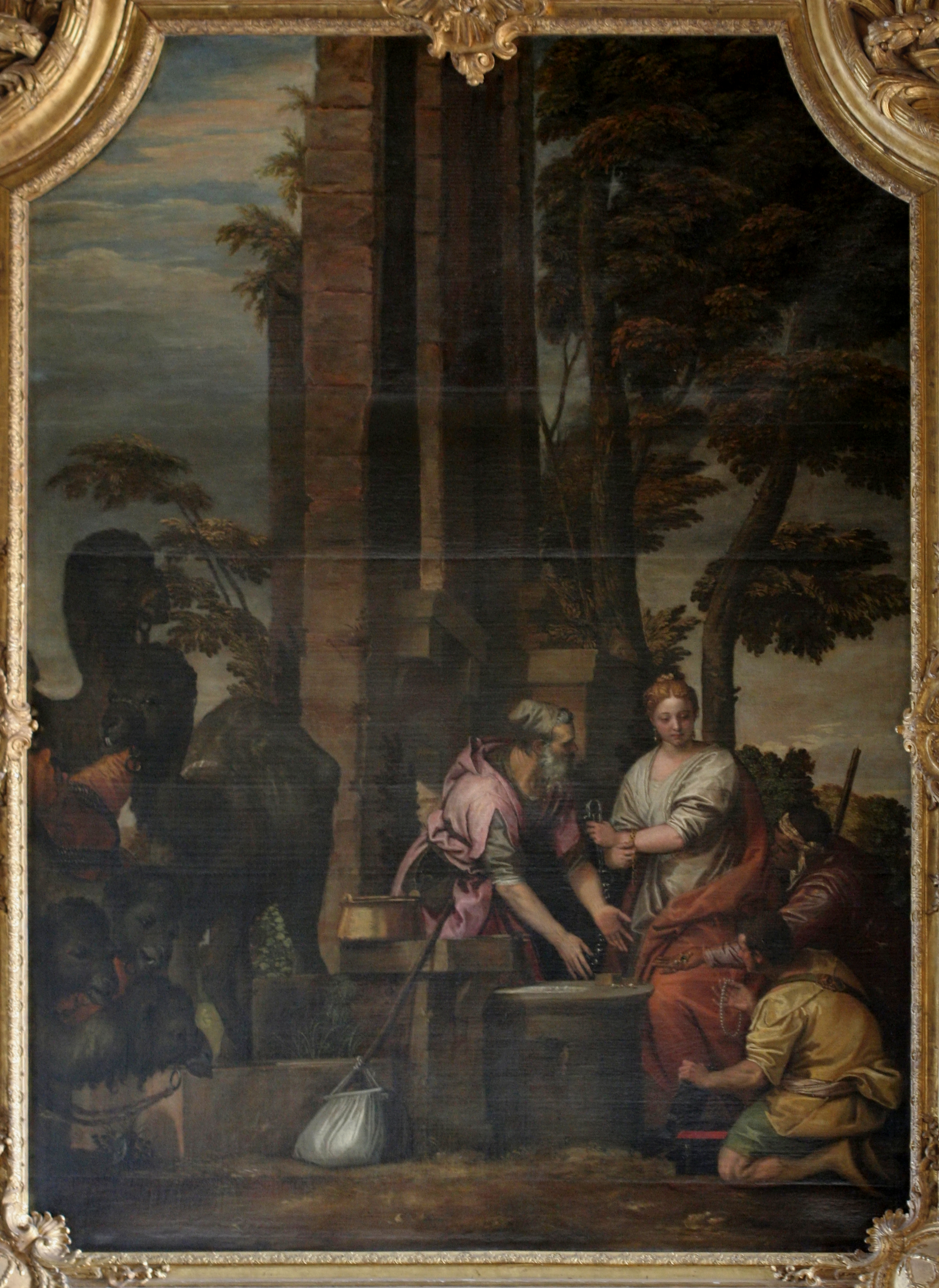
Веронезе. Ревекка у колодца. 1550—1580. Холст, масло
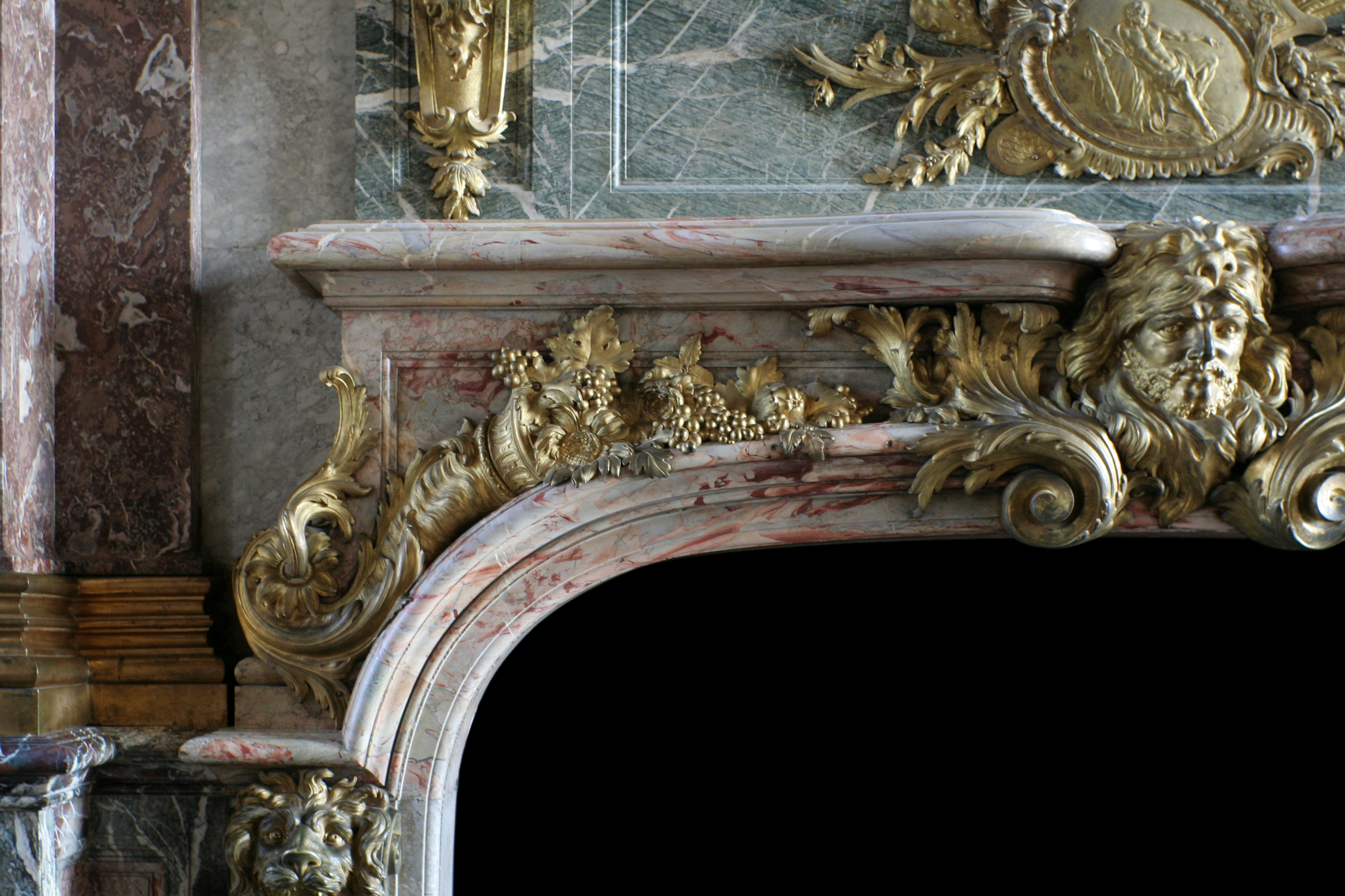
Ф.-А. Вассе. Монументальный камин. Деталь